# توپولف ای‌ان‌تی-۳
توپولف ای‌ان‌تی-۳ (به انگلیسی: Tupolev_ANT-3) یک هواگرد ملخ‌پیشین تک‌موتوره از نوع شناسایی ساخت شرکت توپولف است. هواگرد توپولوف ای‌ان‌تی-۳ نخستین پروازش را در ۶ اوت ۱۹۲۵ میلادی انجام داد. در مجموع، تعداد ۱۰۳ فروند از این هواگرد ساخته شده‌است.